# Ann Zacharias
Ann Zacharias (Estocolm 19 de sertembre de 1956) és una actriu i directora de cinema sueca. Va aparèixer en 15 pel·lícules i telefilms entre 1971 i 1988.

## Biografia
Ann Zacharias era filla del director Arne Ragneborn i Gunhild Esther Zacharias (Gun Zacharias), consultora de refugiats al Consell Nacional de Salut de Suècia i guionista i directora de cinema.
Es va casar amb Sven-Bertil Taube el 1975, amb qui va tenir una filla, Sascha Zacharias, també actriu; més tard va viure amb Ted Gärdestad amb qui va tenir dos fills, Sara Harmony Zacharias (cantant sueca) i Marc. El 1988-1992 es va casar amb el consultor Christer Bredbacka, després el 1993 va tenir un fill d'una altra relació

## Filmografia

### Cinema

#### Actriu
- 1971 : Midsommardansen d'Arne Stivell : La noia del cotxe destrossat
- 1973: Don Juan 73 de Roger Vadim: l'estudiant ferit de la Universitat d'Uppsala
- 1973: France société anonyme d'Alain Corneau: la filla de la noia americana
- 1974: Les Doigts dans la tête de Jacques Doillon: Liv
- 1974 : Det sista äventyre de Jan Halldoff : Helfrid
- 1976 : Néa de Nelly Kaplan : Sibylle Ashby
- 1976 : L'Aile ou la Cuisse de Claude Zidi : Marguerite
- 1977 : La nuit, tous les chats sont gris de Gérard Zingg : La gata blanca
- 1980 : Flygnivå 450 de Torbjörn Axelman : Lisa
- 1982 : Der Zauberberg de Hans W. Geißendörfer : Mlle. Elly
- 1986 : På liv och död de Marianne Ahrne : La jove doctora
- 1987 : Le Testament d'un poète juif assassiné de Frank Cassenti : Inge
- 1987 : Testet d'Ann Zacharias : Inga

#### Directora
- 1987 : Testet

### Televisió
- 1976 : De lyckligt lottade (Sèrie de televisió) : Jeanette
- 1986 : Peter the Great (Sèrie de televisió)